# هربرت بي. باول
هربرت بي. باول (بالإنجليزية: Herbert B. Powell)‏ هو دبلوماسي أمريكي، ولد في 13 يوليو 1903 في مونموث في الولايات المتحدة، وتوفي في 3 أبريل 1998 في ويليامزبرغ في الولايات المتحدة.